# Strong Arm of the Law
Strong Arm of the Law è il terzo album dei Saxon, uscito nell'ottobre 1980 per l'Etichetta discografica Carrere Records.

## Il disco
Venne pubblicato nel periodo di maggior successo del gruppo, in corrispondenza con alcune tournée in Europa e Stati Uniti. 
Insieme all'uscita precedente e alla successiva Denim and Leather questo album rappresenta l'acme della popolarità della band.
Fra i classici presenti in questo disco vi sono Dallas 1 PM (sull'attentato a John F. Kennedy), Heavy Metal Thunder, Strong Arm of the Law e To Hell and Back Again.

Nel 1997 venne ristampato in coppia con Wheels of Steel in un doppio CD dove erano presenti delle tracce bonus per entrambi i dischi.
Le tracce bonus, sono tutte tracce live registrate nel dicembre 1981 all'Hammersmith Odeon.

## Tracce
(Tutte le canzoni scritte ed arrangiate dai Saxon)
1. Heavy Metal Thunder - 4:20
2. To Hell and Back Again - 4:44
3. Strong Arm of the Law - 4:39
4. Taking Your Chances - 4:19
5. 20,000 Ft. - 3:16
6. Hungry Years - 5:18
7. Sixth Form Girls - 4:19
8. Dallas 1 PM - 6:29

Tracce bonus nella ristampa abbinata a Wheels of Steel:
1. 20,000 Feet (Live) - 3:30
2. Dallas 1 PM (Live) - 6:18
3. Hungry Years (Live) - 5:56
4. Strong Arm Of The Law (Live) - 4:52
5. Heavy Metal Thunder  (Live) - 4:01

## Formazione
- Biff Byford - voce
- Graham Oliver - chitarra
- Paul Quinn - chitarra
- Steve Dawson - basso
- Pete Gill - batteria